# Eszterce
Eszterce (1899-ig Rongyos-Sztricze, szlovákul Otrhánky) község Szlovákiában, a Trencséni kerületben, a Báni járásban.

## Fekvése
Bántól 5 km-re délnyugatra fekszik.

## Története
A település Sándori határában keletkezett a 16. században. 1598-ban „Otrhane Ztrece” néven említik először, ekkor 21 ház állt a faluban, mind nemeseké. 1720-ban 5 adózója volt, ekkor „Rongyos Sztrice” megnevezéssel találjuk. Az Esztercei család birtoka volt. 1784-ben 22 házában 24 családban 116 lakos élt.
A 18. század végén Vályi András így ír róla: „STRICZE. Rongyos Stricze, Kis Stricze, Nagy Stricze. Három tót faluk Trentsén Várm. Rongyos Striczének földes Urai Bacskády, és több Urak; fekszik Nagy Khlivenhez nem meszsze, mellynek filiája; Kis Striczének földes Urai több Urak; Nagy Striczének pedig Bagody, és több Urak, fekszenek Ribinnek szomszédságában, és annak filiáji; lakosaik katolikusok, határbéli földgyeik termékenyek, réttyek, legelőjök hasznos, vagyonnyaik külömbfélék.”
1828-ban 18 háza és 219 lakosa volt, akik főként mezőgazdasággal foglalkoztak.
Fényes Elek 1851-ben kiadott geográfiai szótárában így ír a faluról: „Sztricze (Rongyos), tót falu, Trencsén vmegyében, 147 kath. lak. Mind a három Sztricze Ribény filiása, s mindeniket több uraság birja; kis Sztriczében 2 kastélyt is láthatni. Ut. p. Nyitra-Zsámbokrét.”
A trianoni békéig Trencsén vármegye Báni járásához tartozott.

## Népessége
| Év:            | 1994. | 2004.   | 2014.   | 2024.   |
| -------------- | ----- | ------- | ------- | ------- |
| Emberek száma: | 453   | 429     | 402     | 394     |
| Eltérés:       |       | -5,29 % | -6,29 % | -1,99 % |

| Év:            | 2023. | 2024.   |
| -------------- | ----- | ------- |
| Emberek száma: | 382   | 394     |
| Eltérés:       |       | +3,14 % |

1910-ben 204-en lakták, ebből 159 szlovák, 42 német és 3 magyar anyanyelvű volt.
2001-ben 418 lakosából 415 szlovák volt.
2011-ben 403 lakosából 397 szlovák volt.

## Nevezetességei
- Római katolikus temploma a 12. században épült román stílusban, benne egy 15. században készített gótikus szoborral.